# Canby (Oregon)
Canby és una població dels Estats Units a l'estat d'Oregon. Segons el cens del 2007 tenia 15.140 habitants.

## Demografia
Segons el cens del 2000, Canby tenia 12.790 habitants, 4.489 habitatges, i 3.366 famílies. La densitat de població era de 1.309,9 habitants per km².
Dels 4.489 habitatges en un 40,6% hi vivien nens de menys de 18 anys, en un 60,3% hi vivien parelles casades, en un 10,4% dones solteres, i en un 25% no eren unitats familiars. En el 21,2% dels habitatges hi vivien persones soles l'11% de les quals corresponia a persones de 65 anys o més que vivien soles. El nombre mitjà de persones vivint en cada habitatge era de 2,83 i el nombre mitjà de persones que vivien en cada família era de 3,27.
Per edats la població es repartia de la següent manera: un 30,6% tenia menys de 18 anys, un 8,5% entre 18 i 24, un 29,7% entre 25 i 44, un 19,7% de 45 a 60 i un 11,6% 65 anys o més.
L'edat mediana era de 33 anys. Per cada 100 dones de 18 o més anys hi havia 91,4 homes.
La renda mediana per habitatge era de 45.811$ i la renda mediana per família de 49.690$. Els homes tenien una renda mediana de 42.145$ mentre que les dones 28.775$. La renda per capita de la població era de 19.322$. Aproximadament el 6% de les famílies i el 7,4% de la població estaven per davall del llindar de pobresa.

## Poblacions més properes
El següent diagrama mostra les poblacions més properes.